# Eberstein (fränkisches Adelsgeschlecht)

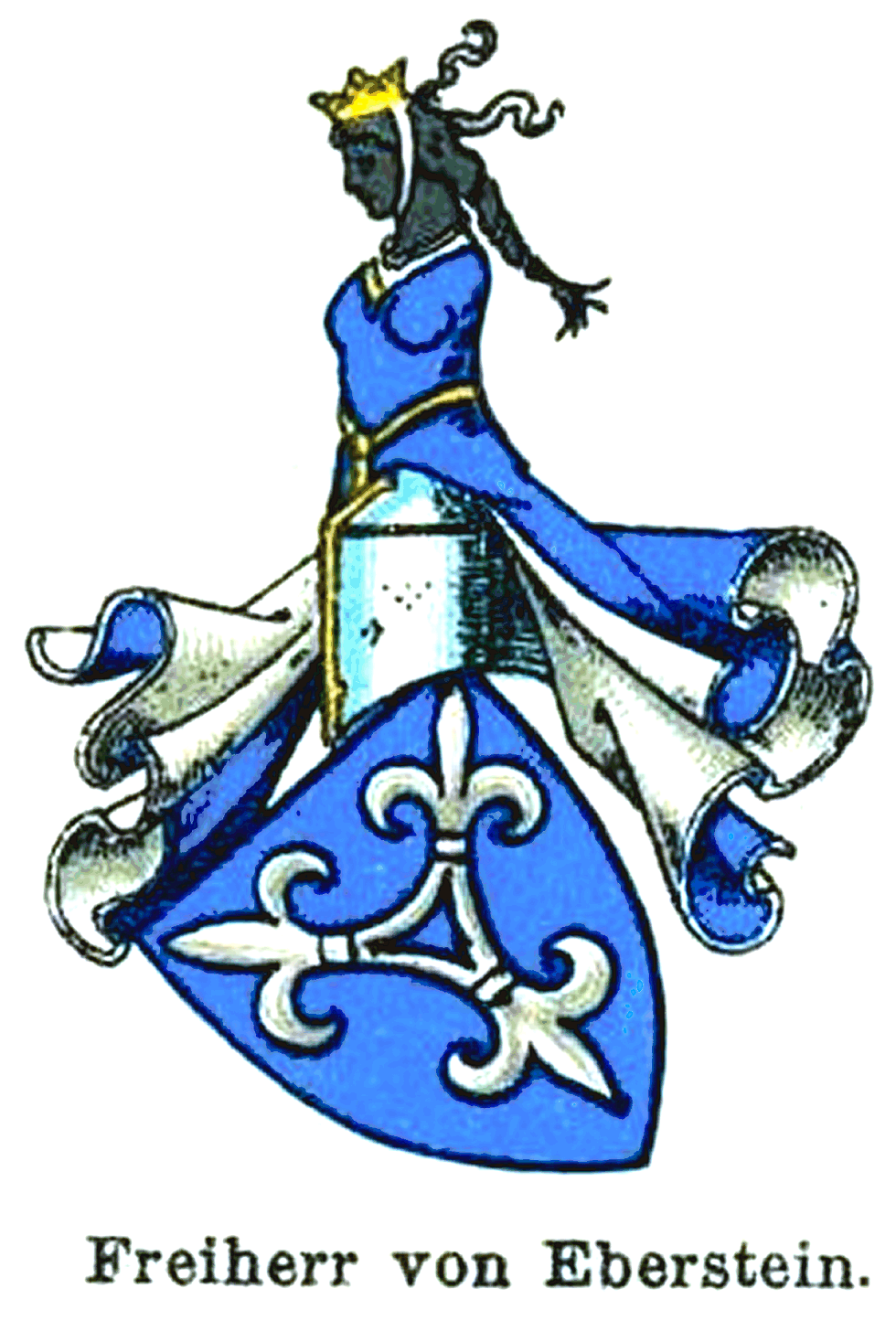
Wappen derer von Eberstein

Eberstein ist der Name eines alten fränkischen (buchonischen) Adelsgeschlechts mit gleichnamigem, im Jahr 1282 zerstörten Stammhaus Eberstein auf der Rhön, das im Jahr 1116 urkundlich erstmals erscheint und mit Heinrich von Eberstein im Jahr 1239 die Stammreihe beginnt. Die Familie gehörte im 16. Jahrhundert der herzoglich fränkischen Reichsritterschaft in den Ritterkantonen Rhön-Werra und Baunach an.

## Geschichte
Zuerst 1453 in Dornburg/Saale und Obertrebra, waren die Eberstein seit 1528 in Gehofen ansässig. Im Jahr 1662 gelangten auch die Güter Reinsdorf, Großleinungen und Morungen in den Besitz des Feldmarschalls Ernst Albrecht von Eberstein (1605–1676). Mitglieder der Fruchtbringenden Gesellschaft waren Hans Georg von Eberstein und Ernst Albrecht von Eberstein. Die von Eberstein auf Gehofen waren eng mit der Familie von Rockhausen auf Kirchscheidungen verschwägert.

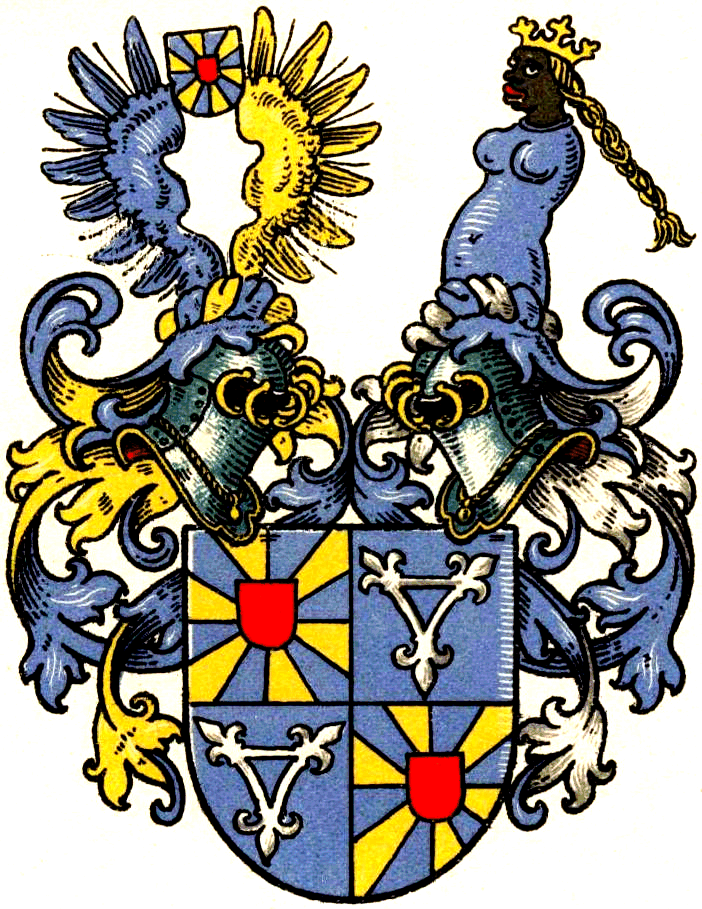
Wappen der Freiherren von Eller-Eberstein

Der letzte männliche Nachkomme derer von Eller starb 1819. Der Name wurde dann von den Freiherren von Eller-Eberstein, des Mannesstammes der Freiherren von Eberstein, auf Haus Patthorst bei Steinhagen fortgeführt.
1854 gelangte das Rittergut Genshagen nahe Berlin via Hochzeit in das Eigentum der Eberstein. Sie wurden dort 1945 entschädigungslos enteignet.

## Stammwappen
In Blau eine lilienbesetzte silberne Fußangel. Auf dem Helm mit blau-silbernen Decken der wachsende Rumpf einer gekrönten blau gekleideten Mohrin.
| - Wappen nach Siebmachers Wappenbuch - Wappen derer von Eberstein - Wappengrafik von Otto Hupp im Münchener Kalender von 1916 |

## Adelserhebungen und Adelsanerkennungen

### Ältere Linie
Preußische Anerkennung des Freiherrnstandes am 14. Dezember 1881 in Berlin für den preußischen Generalmajor z.D. Robert von Eberstein bzw. am 31. Januar 1883 in Berlin für die Brüder Viktor von Eberstein, preußischer Major (1836–1891), und Hugo von Eberstein (1846–1908), preußischer Hauptmann.

### Jüngere Linie
- Preußischer Freiherrnstand ad personam am 8. September 1854 in Putbus für den preußischen Hauptmann Hermann von Eberstein.
- Preußischer Freiherrnstand ad personam am 16. Dezember 1870 auf Schloss Versailles für die Vettern Henry von Eberstein und Max von Eberstein, beide preußische Sekondeleutnants.
- Preußischer Freiherrnstand ad personam am 29. Februar 1872 in Berlin für den preußischen Ingenieuroffizier Hauptmann Louis Ferdinand von Eberstein.
- Preußischer Freiherrnstand ad personam am 31. Januar 1883 in Berlin für die Vettern Ernst von Eberstein, preußischer Hauptmann, und Botho von Eberstein, preußischer Sekondeleutnant.
- Königlich sächsische Anerkennung des Freiherrnstandes ad personam am 15. Dezember 1908 mit Eintragung ins königlich sächsische Adelsbuch am 1. April 1909 (Nr. 316) für den o. g. Henry Freiherr von Eberstein als preußischer Oberstleutnant a. D.

## Bekannte Familienmitglieder (chronologisch)
- Wolf Dietrich von Eberstein (1575–1627), verheiratet mit Elisabeth von Lauterbach (1583–1664)
  - Ernst Albrecht von Eberstein (1605–1676), Heerführer während des Dreißigjährigen Krieges
    - Christian Ludwig von Eberstein (1650–1717), Oberaufseher, Oberberghauptmann, Obristwachtmeister und Oberforstmeister
- Wolf George von Eberstein (1724–1779), preußischer Major und Ritter des Ordens Pour le Mérite
- Heinrich Friedrich Wilhelm von Eberstein (1753–1810), verheiratet mit Friederike Wilhelmine, geborene Jacobi (1763–1831)
  - Karl Friedrich August von Eberstein (1797–1864), preußischer Generalmajor, Kommandant der Festung Jülich
  - Robert von Eberstein (1801–1882), preußischer Generalmajor, Kommandant von Kolberg
- Josef Karl Theodor von Eberstein (1761–1833), Außenminister des Großherzogtums Frankfurt[5]
- Karl Christian Heinrich Wilhelm von Eller-Eberstein (1779–1834), verheiratet mit Leopoldine, geborene von Mansberg (1804–1834)
  - Karl von Eller-Eberstein (1830–1908), preußischer Generalleutnant
- Max Karl Joseph Theodor Freiherr von Eberstein (1830–1889), preußischer Generalmajor und Besitzer des Rittergutes Genshagen
- Hugo von Eberstein (1846–1908), preußischer Generalmajor
- Max von Eberstein (1851–1932), preußischer Generalmajor
- Hans von Eberstein (1864–1929), preußischer Generalmajor
- Friedrich Karl von Eberstein (1894–1979), SS-Obergruppenführer und NSDAP-Reichstagsabgeordneter

## Weitere Literatur
- Joseph Ritter von Aschbach: Geschichte der Grafen von Wertheim von den ältesten Zeiten bis zu ihrem Erlöschen im Mannsstamme im Jahre 1556. Andreaeische Buchhandlung, Frankfurt am Main 1843.

## Namensgleiche Adelsgeschlechter
Das fränkische Adelsgeschlecht ist nicht zu verwechseln mit:
- Eberstein (südwestdeutsches Adelsgeschlecht)
- Everstein (Adelsgeschlecht), auch öfter Eberstein genannt